# Hiten
Hiten（1989年8月29日—）是來自臺灣的男性插畫家。

## 人物
Hiten主要繪製輕小說插畫與同人誌。
2023年3月21日，在推特宣布与同为插画家的结婚。

## 作品

### 插畫
- （著：松山剛，一迅社〈一迅社文庫〉）
- （著：岬鷺宮，KADOKAWA〈電擊文庫〉）
- （著：彌生志郎（日语：弥生志郎），KADOKAWA〈MF文庫J〉）
- （著：彌生志郎，KADOKAWA〈MF文庫J〉）
- 三角的距離無限趨近零（著：岬鷺宮，KADOKAWA〈電撃文庫〉）
- （著：春榆遙，KADOKAWA〈MF文庫J〉，全2卷）
- 義妹生活（著：三河Ghost，KADOKAWA〈MF文庫J〉）[6]
- Comic Market 99視覺插畫[7]
- 明日，裸足前來。（著：岬鷺宮，KADOKAWA〈電擊文庫〉）

### 畫集
- （2022年1月11日發售[8]，ISBN 978-4-86588-111-0）
- 義妹生活 Hiten（2024年9月25日發售[9]，KADOKAWA，ISBN 978-4-04-683800-1）

### 角色設計、原畫
- 《温泉女孩》藏王巴（エンバウンド）[10]
- （2014年、2015年，王立魔法教導學校／製作委員會）[11]
- （2017年3月24日發售[12]，ensemble（日语：ensemble (ゲームブランド)））
- （2017年11月24日發售[13]，ensemble）

## 外部連結
- Hitenkei - 官方主頁
- Hiten的X（前Twitter）
- Hiten的pixiv
- Hiten - PIXIV FANBOX
- Hiten的Tumblr
- Hitenkei's Booth - BOOTH
- Hiten的Instagram帳戶